# Victoria (Texas)
Victoria ist eine Stadt im Victoria County im US-Bundesstaat Texas in den Vereinigten Staaten. Das U.S. Census Bureau hat bei der Volkszählung 2020 eine Einwohnerzahl von 65.534 ermittelt.
Sie ist Standort der University of Houston–Victoria und des Victoria Colleges, einem community college. Victoria ist auch Sitz der Countyverwaltung (County Seat) des Victoria Countys.
Benannt wurde die Stadt nach General Guadalupe Victoria, dem ersten Präsidenten des unabhängigen Mexikos.

## Geographie
Victoria befindet sich 45 Kilometer landeinwärts vom Golf von Mexiko und in zwei Stunden Autofahrt erreicht man die Städte Corpus Christi, Houston, San Antonio und Austin. Mit ihrer Lage inmitten dieser Großstädte dient die Stadt als regionales Zentrum für sieben Countys.

## Geschichte
Am 8. April 1824 beantragte Don Martin De León bei der Provinzabordnung 41 mexikanische Familien anzusiedeln und gründete die Stadt Nuestra Señora Guadalupe de Jesús Victoria. Die Genehmigung wurde am 13. April erteilt. Seine Ehefrau Patricia De León trug $9800, Kühe, Pferde und Maultiere bei, die sie von ihrem Vater geerbt hatte. Die Stadt war die einzige überwiegend mexikanische Kolonie in Texas und als mexikanischer Staatsangehöriger erhielt De Leon mehrmals rechtlichen Vorzug in den zahlreichen Grenzstreitigkeiten mit den amerikanischen Siedlungen, die Guadalupe Victoria umschlossen.
1829 erhielt er einen zweiten Vertrag, um 150 weitere Familien anzusiedeln, und gründete die Stadt Victoria. Victoria wurde 1839 unter der Republik Texas inkorporiert und ist die zweitälteste inkorporierte Stadt in Texas.
Die Stadt diente 1840 für eine kurze Zeit als die Hauptstadt der provisorischen Regierung der Republik Rio Grande.

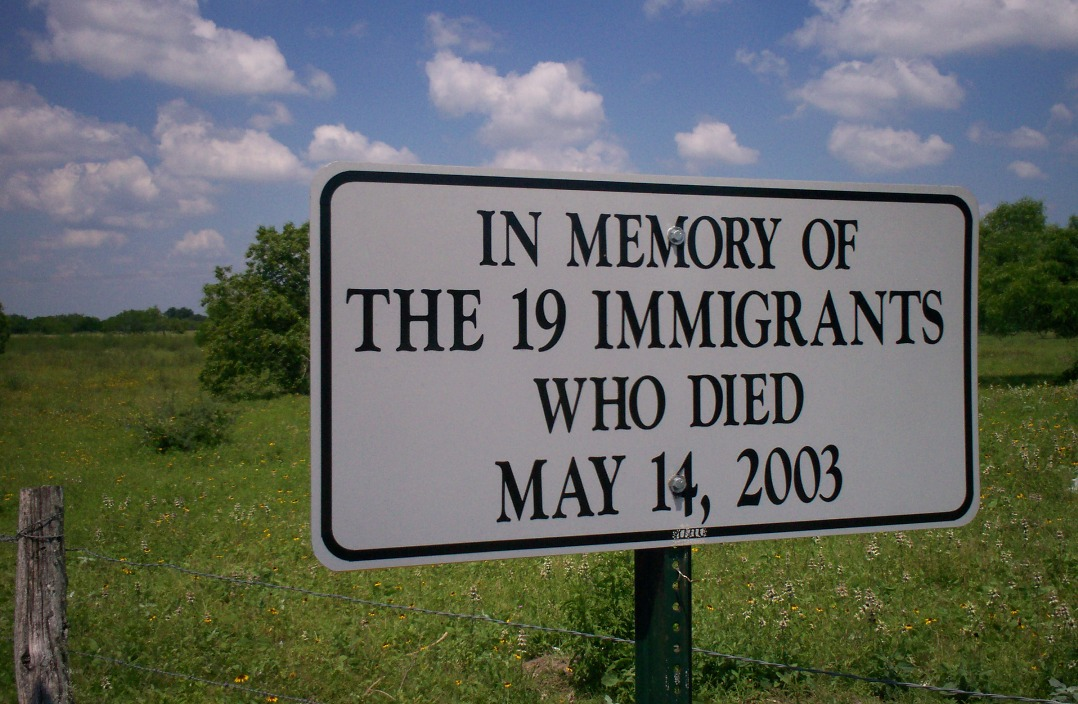
Gedenk-Schild für die Immigrationstragödie in Victoria

Am 14. Mai 2003 erhielt Victoria internationale Aufmerksamkeit, als 19 illegale Immigranten starben, als sie in die Vereinigten Staaten geschmuggelt wurden. 74 illegale Immigranten sollten in einem Anhänger von der mexikanisch-amerikanischen Grenze nach Houston gefahren werden. Aufgrund fehlender Ventilation kam es zu Dehydratisierung und Hitzeschaden. Der Lastwagenfahrer Tyrone Williams wurde wenige Minuten südlich von Victoria von Autofahrern zum Anhalten gebracht, da sie Leute im Anhänger sehen konnten, die benötigte Hilfe signalisierten. Der Fahrer stoppte an einer Tankstelle, löste den Anhänger und fuhr davon und ließ die Immigranten drinnen. 17 starben im Anhänger und zwei weitere verstarben später im nahegelegenen Krankenhaus.

## Demographie
Laut dem United States Census 2000 lebten 60.603 Einwohner in 22.129 Haushalten. Die Bevölkerung setzte sich aus 55,2 % Weißen, 42,4 % Hispanics oder Latinos, 7,6 % Schwarzen und 1,0 % Asiaten zusammen.  Das Pro-Kopf-Einkommen betrug 23.877 US-Dollar und 5,4 % der Bevölkerung lebte unter der Armutsgrenze.

## Religion
Victoria ist Sitz des Bistums Victoria in Texas.

## Verkehr
Bekannt als South Texas Crossroads (dt. Südtexas-Kreuzung) liegt Victoria am Kreuzpunkt von drei wichtigen Highways:
- Der U.S. Highway 59 (zukünftige Interstate 69) führt südwestlich nach Laredo und nordöstlich nach Houston, wo er auf die Interstate 10 und 45 trifft. Er ist auch bekannt als Lloyd M. Bentsen Highway.
- Der U.S. Highway 77 führt nach Norden nach Dallas und Fort Worth, wo er auf die Interstate 35 und 37 trifft, und gegen Süden ins Rio Grande Valley.
- Der U.S. Highway 87 führt nordwestlich nach San Antonio und die Interstate 35 und südöstlich nach Port Lavaca.

In Victoria befindet sich außerdem der Victoria Regional Airport.

## Städtepartnerschaft
Victoria ist durch eine Städtepartnerschaft verbunden mit der spanischen Stadt Vitoria-Gasteiz im Baskenland.

## Söhne und Töchter der Stadt
- Edward F. Knipling (1909–2000), Entomologe
- Grayston Lynch (1923–2008), Soldat und CIA-Offizier
- Frankie Miller (* 1931), Country-Musiker
- Matt Prokop (* 1990), Schauspieler
- Cowboy Troy (* 1970), wirklicher Name Troy Coleman, Countryrapper
- Bailey Zappe (* 1999), American-Football-Spieler